# رضا اصلان
رضا اصلان (متولد ۱۳ اردیبهشت ۱۳۵۱، تهران) یک نویسنده ایرانی-آمریکایی در زمینهٔ مطالعات و تاریخ ادیان می‌باشد. او استاد نگارش ابتکاری در دانشگاه کالیفرنیا، ریورساید می‌باشد.
وی چندین جایزه جهت آثار خود دریافت نموده و از مدعوین رسانه‌های آمریکایی در موضوعات جهان اسلام است. کتاب اول وی «خدایی نیست جز خدای یکتا» تاکنون به سیزده زبان ترجمه شده‌است.
پدر رضا اصلان (فرید) که پیش از انقلاب ۱۳۵۷ از اعضای حزب توده بود، مدت کوتاهی بعد از انقلاب به همراه خانواده به آمریکا مهاجرت کرد.

## تحصیلات
اصلان دارای مدرک کارشناسی ارشد از دانشگاه هاروارد در الهیات و نیز کارشناسی ارشد در ادبیات داستانی از دانشگاه آیووا است. وی دکترای خود را در جامعه‌شناسی از دانشگاه کالیفرنیا در سانتا باربارا دریافت نموده‌است.
واشینگتن پست در ۸ اوت ۲۰۱۳ در مورد مدارک تحصیلی اصلان می‌نویسد:
او ادعا می‌کند مدارکی دارد که صاحب آن‌ها نیست و به موارد و جایگاه‌های آکادمیکی افتخار می‌کند که در اختیار ندارد. اصلان ۴۱ ساله، مکرر ادعا کرده‌است که دارای مدرک دکتری در رشته «تاریخ ادیان» یا «جامعه‌شناسی ادیان» است، این در حالیست که چنین رشته‌هایی در دانشگاه‌هایی که وی تحصیل کرده، تدریس نمی‌شوند و وجود ندارند. بر پایه اطلاعات دفتر امور نام‌نویسی در دانشگاه سانتا باربارا، وی مدرک دکتری در جامعه‌شناسی دارد.

## دیدگاه‌ها
وی در سخنرانی‌های خود، نظام جمهوری اسلامی ایران را در شکل فعلی مردود می‌داند اما در عین حال از مدافعین دین اسلام در میزگردهای سیاسی و گفتگوهای ضد مذهب بوده‌است. و نیز در عین حال مخالف دخالت نظامی آمریکا در عراق و ایران است.
اصلان مسلمانی است که از اسلام به مسیحیت و دوباره به اسلام گرویده‌است.

### در مورد احمدی‌نژاد
اصلان در نشریه آتلانتیک، مورخ ۱۳ ژانویه ۲۰۱۱ (۲۳ دی ماه ۱۳۸۹ خورشیدی)، در مورد محمود احمدی‌نژاد می‌نویسد:

احمدی‌نژاد، نه خودش و نه حکومتی که ظاهراً در دست دارد، در قالب شخصیت پردازی و کاراکتر خاصی نمی‌گنجد. در واقع ماهیت کدر و جناح‌بندی شده حکومت ایران، برداشت شفاف و ساده‌ای را ارائه نمی‌کند. مشخص نیست که احمدی‌نژاد قصد رفرم و اصلاحات مشروع دارد یا اینکه دارای گرایش‌ها و تاکتیک‌های ویژه سیاسی است.
اما اگر مخالف رژیم ملایان هستید، اگر خواهان آزادی‌های گسترده‌تر اجتماعی و سیاسی برای مردمان ایران هستید و ایرانی را در ذهن می‌پرورانید که الگوهای آینده خود را از گذشتهٔ شکوهمندش می‌گیرد، خواسته و ناخواسته، نقاط مشترک متعددی با محمود احمدی‌نژاد دارید.

اصلان، دو سال پس از این نوشتار، در نشریه فارن پالیسی، مورخ ۱۲ ژوئن ۲۰۱۳، در مقاله‌ای با فرنام «در نبود محمود»، می‌نویسد: «پس از احمدی‌نژاد دیگر فردی باقی نمی‌ماند که در برابر ملایان ایران ایستادگی کند.»

### در مورد ریچارد داوکینز
اصلان در مورد ریچارد داوکینز می‌گوید:
علاقه‌ای به داوکینز ندارم… من او را دلقکی می‌دانم که هر روز موجب سرافکندگی و خجالت خودش می‌شود

## فعالیت‌ها

### کتاب‌ها

#### فدایی: زندگی و زمانهٔ عیسی اهل ناصره
در ۲۶ ژوئن ۲۰۱۳، رضا اصلان در مصاحبه‌ای با وب کست Spirited Debate شبکهٔ فاکس‌نیوز، به میزبانیِ لورن گرین خبرنگار ارشد دین این شبکه شرکت کرد. موضوع مصاحبه، کتاب تازه انتشار یافتهٔ اصلان با نامِ: «فدایی: زندگی و زمانهٔ عیسی اهل ناصره» بود. گرین اعتبار علمی اصلان را ناکافی می‌دانست و با پرسش: «چرا یک مسلمان کتابی در باب مسیح نوشته‌است» اصلان را به چالش کشید. این مصاحبه حدود ۱۰ دقیقه طول کشید و بیشتر بر پیشینه اصلان متمرکز بود تا محتوای کتاب. اصلان در جواب گفت زیرا او یک دانشگاهی است و «استاد دین، از جمله عهد جدید» است. او گفت این چیزی است که او از آن امرار معاش می‌کند.
پیوسته ادعا می‌کرد که دارای دکتری در زمینهٔ دین‌شناسی و «تاریخ ادیان» است و بیست سال است که در این باره تحقیق کرده و «اتفاقاً» مسلمان است. در واقع اصلان دارای مدرک تاریخ ادیان نیست.
اصلان خود را در این مصاحبه پروفسور تاریخ ادیان وانمود می‌کند در حالیکه در آن تاریخ به تدریس «نگارش ابتکار آمیز» در دانشگاه ریور ساید اشتغال داشت.
در پایان، گرین خطاب به اصلان می‌گوید که او به نوعی خوانندگانش را با اشاره نکردن به دینش، گمراه کرده‌است. اصلان در برگ دوم این کتاب بیان کرده‌است که وی مسلمان است. او ادامه داد که این کتاب به دیدگاه اسلام از مسیح ربطی ندارد و مستند به تاریخ است. ویدیوی این مصاحبه ظرف چند روز ببنندگان بسیاری را به خود جلب کرد و کتاب وی به رتبهٔ چهارم فهرست پرفروش‌ترین‌های نیویورک تایمز راه یافت.
در پی مصاحبه اصلان با فاکس نیوز، الیزابت کستلی استاد دین در کالج بارنارد، از ناخشنودی در جامعه علمی خبر داد و نوشت «ماهایی که در زمینه دانشگاهی مطالعات دینی کار می‌کنیم، خصوصاً دانشوران کتاب مقدس و مورخین مسیحیت اولیه، کل این قضیه را تاسف بار دیدیم. مصاحبه فاکس نیوز نه تنها شرم‌آور بلکه توهین‌آمیز بود. جهت‌گیری ضد مسلمان فاکس مستند و بد است، پیش زمینه هر چه که باشد.»
با وجود این که کستلی زیر سؤال بردن اصلان به عنوان دانشور دینی از سوی فاکس را رد کرد، و اذعان کرد که اصلان را می‌توان دانشور تاریخ ادیان دانست، او ادعای اصلان که خود را مورخ خوانده بود، رد کرد. او نوشت تاریخ ادیان یک شیوه تخصصی است که در آمریکا غالباً با دانشگاه شیکاگو و دانشگاه کالیفرنیا، سانتا باربارا، که در آنجا پی‌اچ‌دی جامعه‌شناسی گرفته مرتبط است. او به خاطر این که در دانشکده مطالعات دینی یو سی اس بی دروسی را گذرانده می‌تواند مسلماً این ادعا را بکند، ولی ادعاهای او از این بزرگتر است و بر اساس اظهارات عمومی مکرر اوست که او با اقتدار علمی به عنوان مورخ سخن می‌گوید؛ بنابراین به حق او خود پای انتقادات را نسبت به خود باز کرده‌است. مجله آتلانتیک با نظر کستلی دربارهٔ اعتبار علمی اصلان همنظر بود.
مانوئل رویگ فرانزیا خبرنگار واشینگتن پست, هم نظر با نقد کستلی بر اعتبار اصلان به عنوان مورخ، به این اشاره کرد که دانشگاهی که اصلان در آن تحصیل کرده مدرک تاریخ یا جامعه‌شناسی دین ندارد و نوشت که اصلان «به مدارج علمی می‌بالد که ندارد.» به هر روی، او از استاد راهنمای پایان‌نامه اصلان، مارک یورگنزمایر، نقل قول کرد که اذعان کرد دانشکده‌هایشان مدرکی در جامعه‌شناسی ادیان ندارند ولی با ذکر این که اصلان بیشتر دروسش را در دین گذرانده گفت «مشکلی با توصیف اصلان در خصوص دکترایش ندارد» و این ترتیب داده شده بود اصلان از دانشکده مطالعات دینی به دانشکده جامعه‌شناسی منتقل شود برای این بود که او از دروس وقت گیر زبان رهایی یابد. فیلادلفیا اینکوآیرر نیز از یو سی اس بی به عنوان دانشگاهی یاد کرد برنامه میان‌رشته‌ای اش به خاطر این معروف است که دانشجویان مطالعاتشان را حول موضوع و نه دانشکده انجام می‌دهند. آن‌ها دانشکده را صرفاً برای اخذ مدرک انتخاب می‌کنند.
این کتاب با ترجمه فاطمه صادقی با عنوان «غیور: زندگی و زمانه عیسای ناصری» توسط انتشارات نگاه معاصر در سال ۱۳۹۴ به چاپ رسیده‌است.

### پروژه‌های تلویزیونی

#### بازماندگان
در سال ۲۰۱۵, اصلان به عنوان تهیه‌کننده مشاور به فصل دوم و سوم سریال محبوب بازماندگان اچ بی او پیوست. اصلان علاوه بر کمک به پرداختن بنیان این برنامه در شخصیت کوین گاروی در فصل دوم نقش محوری داشت.

#### مؤمن
رضا اصلان به عنوان مجری برنامه مؤمن Believer که در ماه مارس سال ۲۰۱۷ از شبکه تلویزیونی سی‌ان‌ان پخش شد، به توصیه یکی از اعضای فرقه‌ای بنام آقوری Aghori در هند اقدام به خوردن مغز پخته انسان کرد. این اقدام اصلان باعث ترس مخاطبان سی ان ان شده و انتقادات فراوانی را در پی داشته‌است. تولسی گابارد، نخستین هندوی عضو کنگره آمریکا از اینکه سی ان ان قدرت خود را در راستای افزایش سوء تفاهم و ترس مردم از آیین هندو به کار گرفته ابراز ناراحتی کرده‌است.

## مجادلات

### رابرت اسپنسر
اصلان در توئیتر خود (مورخ ۱۶ آوریل و ۲۳ ماه مه ۲۰۱۲) در واکنش به رابرت اسپنسر، او را چاق و ابله خطاب می‌کند. او در رویارویی با مخالفان خود از حملات شخصی و واژگان غیرآکادمیک و تحقیرآمیز بهره جویی می‌کند.

### مصاحبه با شبکه SAM
اصلان در سال ۲۰۱۲ میلادی، طی مصاحبه ایکه با فرنام «کج فهمی‌ها کنونی در باب اسلام» صورت گرفت، ترکیه را دومین کشور پرجمعیت اسلامی قلمداد کرد. این در حالی است که ترکیه از لحاظ جمعیت مسلمان در مقام هشتم جهانی قرار دارد. در همان مصاحبه، او از پاکستان به عنوان سومین کشور پرجمعیت مسلمان نام برد. پاکستان، در پهنه جمعیت مسلمان، در رتبه دوم قرار دارد.

### مصاحبه با لس آنجلس تایمز
در هشتم آوریل ۲۰۱۶ میلادی (۲۰ فروردین ۱۳۹۵ خورشیدی)، این روزنامه طی مصاحبه‌ای از اصلان می‌پرسد: «آیا موافق نیستید که رویداد ۱۱ سپتامبر تمامی مباحثات را در باب اسلام و تروریسم دگرگون کرد؟»
اصلان پاسخ منفی داده و ادامه می‌دهد که از تاریخ یازده سپتامبر به این سو، «تروریست‌های راست‌گرا» به مراتب تعداد بیشتری از شهروندان آمریکا را به قتل رسانده‌اند. نشریه "آی جی آر " این فرضیه را پیش از مصاحبه اصلان مورد بررسی قرار داده و به پوچ‌سازی آن پرداخته‌است.

### اظهارات در مورد رئیس‌جمهور ترامپ
پس از حملات ژوئن ۲۰۱۷ لندن اصلان در توئیتر ترامپ را به خاطر پاسخش به این حمله «یک تکه گه» و یک «مرد نوزاد گونه» خواند. سی ان ان در ۹ ژوئن ۲۰۱۷ در پاسخ به این اظهارات اعلام کرد روابط خود با اصلان را قطع خواهد کرد و فصل دوم مجموعه مؤمن را پیگیری نخواهد کرد. اصلان دربارهٔ این لغو ساخت گفت من روزنامه‌نگار نیستم. من یک دانشور و صاحبنظر اجتماعی هستم؛ و من با سی ان ان موافقم که بهتر است راهمان را جدا کنیم.

## عضویت در نایاک
اصلان عضو هیئت مشاورین سازمان نایاک بود. وی در تاریخ ۲۹ مهر ۱۴۰۱ با اشاره به جو منفی بیرونی حاکم بر نایاک پس از خیزش ۱۴۰۱،  اعلام نمود که از همکاری با این سازمان استعفا داده است و دیگر امیدی به اصلاح حکومت جمهوری اسلامی ندارد.

## زندگی شخصی
اصلان و نامزد سابقش امندا فورتینی در سال ۲۰۰۸ به نامزدیشان پایان دادند. او با کارآفرینی به نام جسیکا جکلی که مسیحی است ازدواج کرد و آن‌ها خانواده‌ای میان دینی تشکیل دادند. این دو سه پسر دارند. لیلا فروهر خواننده پاپ، خاله اصلان است.

### ویدئو کلیپ
- رضا اصلان در روابط ایران-آمریکا
- در مصاحبه با جک مایلز
- مصاحبه با BebinTV در یوتیوب